# Il Puma
Il Puma è una serie tv poliziesca di azione ed arti marziali, che vede il modello ed esperto di combattimento Mickey Hardt come protagonista; la regia è in mano al noto attore di arti marziali Donnie Yen. Andò in onda in Germania sulla rete RTL ininterrottamente per gli anni 2000 e 2001; in Italia venne trasmessa da Rai 2 una sola volta nel 2003.
È il primo telefilm sulle arti marziali di produzione europea.
Il successo si deve soprattutto all'episodio pilota, dove Hardt per la prima volta veste i panni di Josh Engel, eroe metropolitano che fa piazza pulita di pericolosi criminali grazie al suo talento nel combattimento corpo a corpo.
La serie era nota nel mercato anglofono con il nome "Codename: Puma".

## Trama
Josh Engel è un abile insegnante di arti marziali di Berlino che, un giorno, dovrà aiutare la polizia per salvare 30 ostaggi in un palazzo, e il capo dei terroristi minaccia di ucciderli se non gli verrà dato il riscatto, ma Josh si insinua all'interno del grattacielo e li uccide tutti, compreso il capo. Spesso e volentieri, si ritrova quindi ad aiutare la polizia locale in altri difficile casi di terrorismo, affiancando la bella Jackie ed il turco Mehmet.
La particolarità è che Josh fa affidamento in toto sulla sua tecnica di combattimento, di stile asiatico, e il fato vuole che spesso si trovi opposto a criminali che maneggiano armi bianche o che eccellono in svariate tecniche di lotta, dal kung fu alla capoeira.

## Personaggi
- Mickey Hardt: Josh "il puma" Engel
- Wolfgang Stegemann: il cameriere
- Susanne Hoß: Jackie Winter
- Ercan Durmaz: Mehmet Schulz
- Armin Dillenberger: Schröder
- Alister Mazzotti: Roland Wagner
- Rolf Becker: Charly Engel
- Frank Kessler: Pannek
- Ivan Gallardo: Jago
- Birk Heidkamp: Benni
- Steven Merting: Roth
- Mehdi Moinzadeh: Theo
- Pjotr Olev: Gusik
- Michael Lambert: Capo dei terroristi
- Türkiz Talay: Fatma
- Wolf Wrobel: Kruger